# La Joya, San Bartolo Tutotepec
La Joya är en ort i Mexiko.   Den ligger i kommunen San Bartolo Tutotepec och delstaten Hidalgo, i den sydöstra delen av landet, 160 km nordost om huvudstaden Mexico City. La Joya ligger 1 193 meter över havet och antalet invånare är 316.
Terrängen runt La Joya är bergig åt sydväst, men åt nordost är den kuperad. Runt La Joya är det ganska tätbefolkat, med 104 invånare per kvadratkilometer. Närmaste större samhälle är Huehuetla, 8,6 km sydost om La Joya. I omgivningarna runt La Joya växer i huvudsak städsegrön lövskog.